# Himantura krempfi
Himantura krempfi és una espècie de peix pertanyent a la família dels dasiàtids.

## Descripció
- Pot arribar a fer 40 cm de llargària màxima.
- Presenta un patró reticulat a la superfície dorsal.
- Vàlvula espiral amb 11-14 voltes.[5][6]

## Reproducció
És ovovivípar.

## Alimentació
Menja invertebrats bentònics.

## Hàbitat
És un peix d'aigua dolça i salabrosa, demersal i de clima tropical, el qual habita estuaris i rius grans.

## Distribució geogràfica
Es troba a Àsia: conques dels rius Chao Phraya (a Tailàndia) i Mekong.

## Observacions
És inofensiu per als humans.